# Pinus roxburghii
Pinus roxburghii, deutsch auch als Emodi-Kiefer bezeichnet, ist eine Pflanzenart aus der Gattung der Kiefern (Pinus) innerhalb der Familie der Kieferngewächse (Pinaceae).  Das natürliche Verbreitungsgebiet liegt im Himalaya-Gebiet im vom Monsun geprägten Klima. Die Art gilt nicht als gefährdet und ist ein wichtiger Lieferant von Harz, aus dem Campher erzeugt wird. Aus dem Holz werden Eisenbahnschwellen hergestellt.

## Beschreibung

### Erscheinungsbild
Pinus roxburghii wächst als immergrüner Baum, der Wuchshöhen von meist bis 30 Meter, manchmal auch bis 50 oder 55 Metern erreicht. Der Stamm ist gerade und säulenförmig mit einem Brusthöhendurchmesser von bis zu 300 Zentimetern, meist jedoch bis 100 Zentimetern. Die Stammborke ist rot-braun, bei älteren Bäumen dick, tief längs gefurcht und zerbricht in längliche, schuppenförmige unter Witterungseinfluss grau-braune Platten mit braunen und rötlichen Farbschattierungen. Die Äste stehen waagrecht oder aufgerichtet und bilden bei älteren Bäumen eine offene, kuppelförmige Krone. Die benadelten Zweige sind dünn oder dick mit einer blass-grauen oder hell-braunen Rinde und mit blattförmigen, braunen Niederblättern bedeckt, die mehrere Jahre am Baum bleiben und deren Spitzen sich später einrollen.

### Knospen und Nadeln

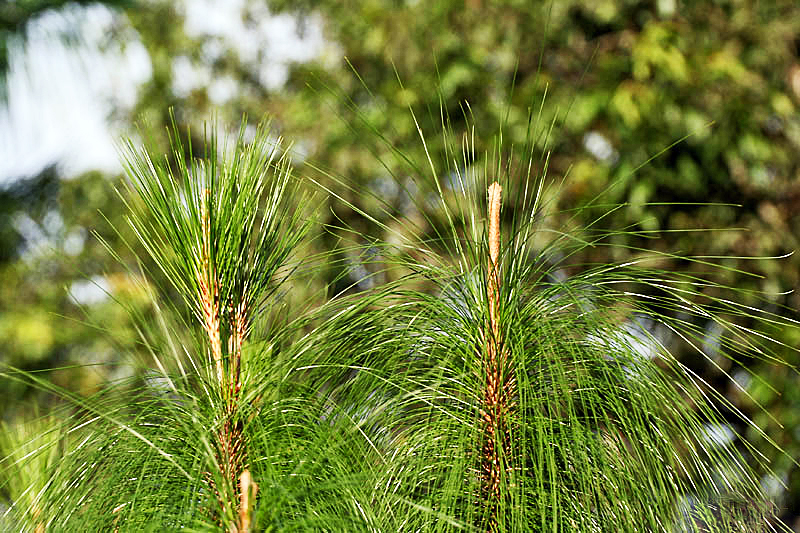
Zweige und Nadeln

Die braunen Winterknospen sind klein, eiförmig und nicht harzig. Die Nadeln wachsen zu dritt in einer bleibenden, 25 bis 30 Millimeter langen, basalen Nadelscheide an den Enden der Zweige und bleiben ein bis zwei Jahre am Baum. Die Nadeln sind hell-grün, gerade und leicht hängend, dünn und biegsam, 25 bis 30 manchmal auch bis 35 Zentimeter lang und 1,2 bis 1,7 Millimeter breit, mit breit dreieckigem Querschnitt. Der Nadelrand ist fein gesägt, das Ende spitz bis zugespitzt. Auf allen Nadelseiten gibt es feine Spaltöffnungslinien. Je Nadel werden zwei mittig verlaufende Harzkanäle gebildet.

### Zapfen und Samen

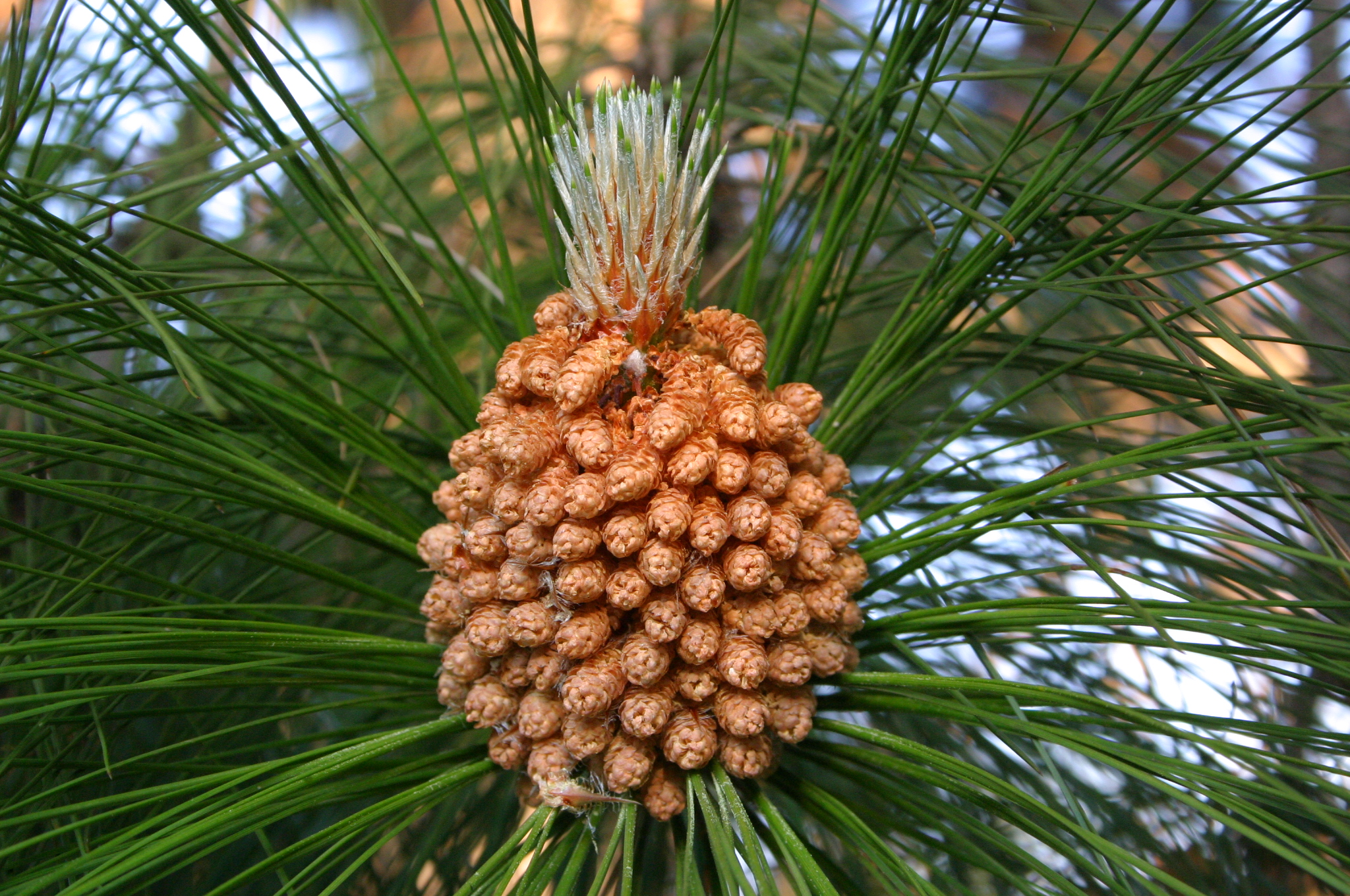
Männliche Blütenzapfen und Nadeln

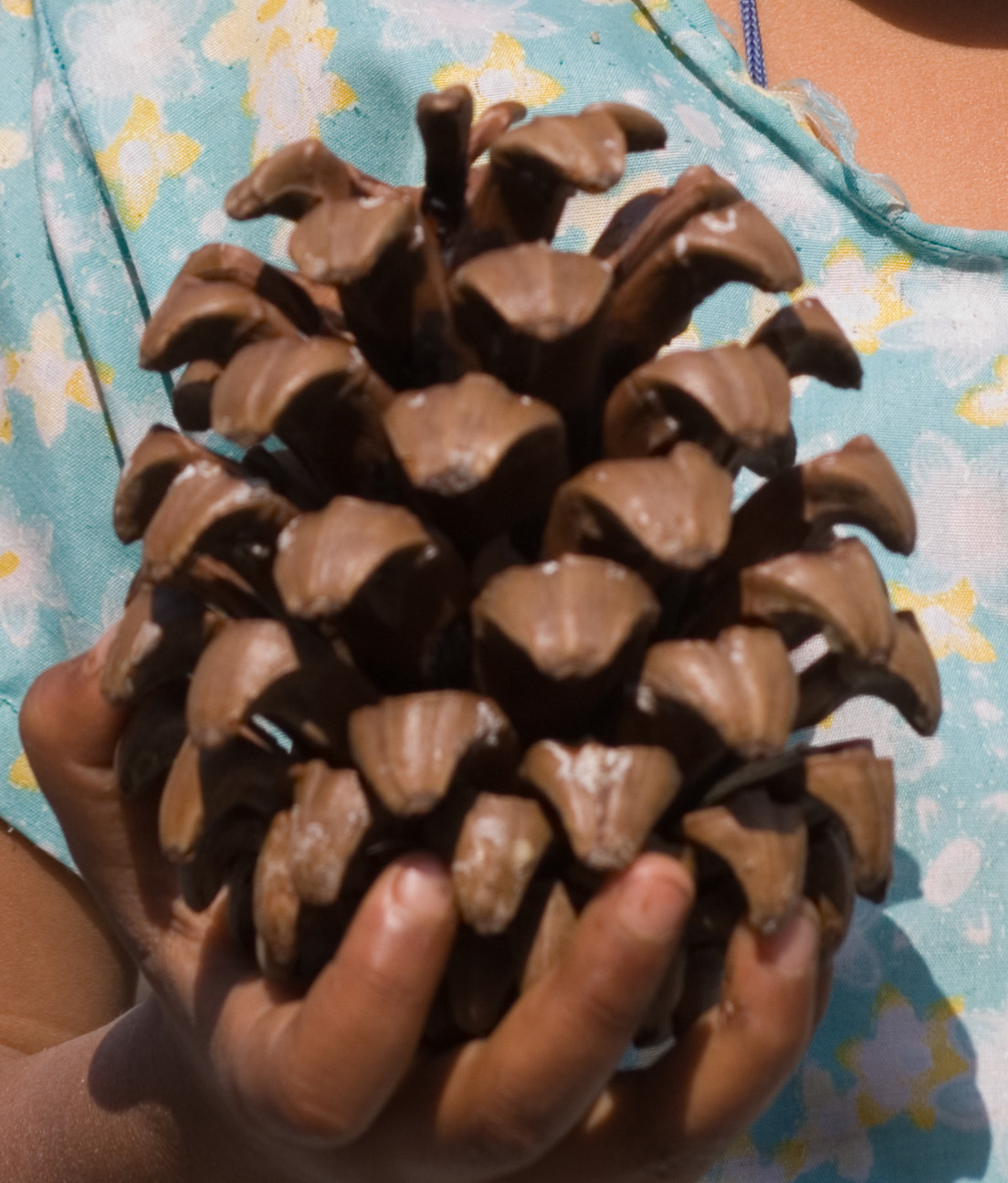
Zapfen

Die Pollenzapfen wachsen spiralig angeordnet an der Basis junger Zweige. Die Pollenzapfen sind bei einer Länge von 13 bis 15 Millimetern eiförmig-länglich.
Die Samenzapfen wachsen einzeln oder zu zweit bis fünft in Wirteln an kräftigen Zweigen. Die Samenzapfen sind kurz gestielt, sind bei einer Länge von 10 bis 15, selten auch 20 Zentimeter breit-eiförmig bis eiförmig-konisch und sind geschlossen 7 bis 12 Zentimeter breit. Sie öffnen sich nach mehreren Jahren nur wenig und haben dann einen Durchmesser von maximal 13 Zentimetern. Die Samenschuppen sind länglich, holzig und unelastisch. Die Apophyse ist stark ausgeprägt, dick, konisch mit rhombischer bis unregelmäßig fünfeckiger Basis, scharf quer gekielt, teilweise stark zurückgebogen, glatt und glänzend gelblich braun oder grau-braun. Der Umbo ist dreieckig, stumpf und unbewehrt. Die Samen sind bei einer Länge von 8 bis 12 manchmal bis 15 Millimetern verkehrt-eiförmig und leicht abgeflacht. Der Samenflügel ist 20 bis 25 Millimeter lang, 8 bis 10 Millimeter breit, durchscheinend und heller braun als der Same. Die Samen reifen von Oktober bis November.
Die Chromosomenzahl beträgt 2n = 24.

## Vorkommen und Gefährdung

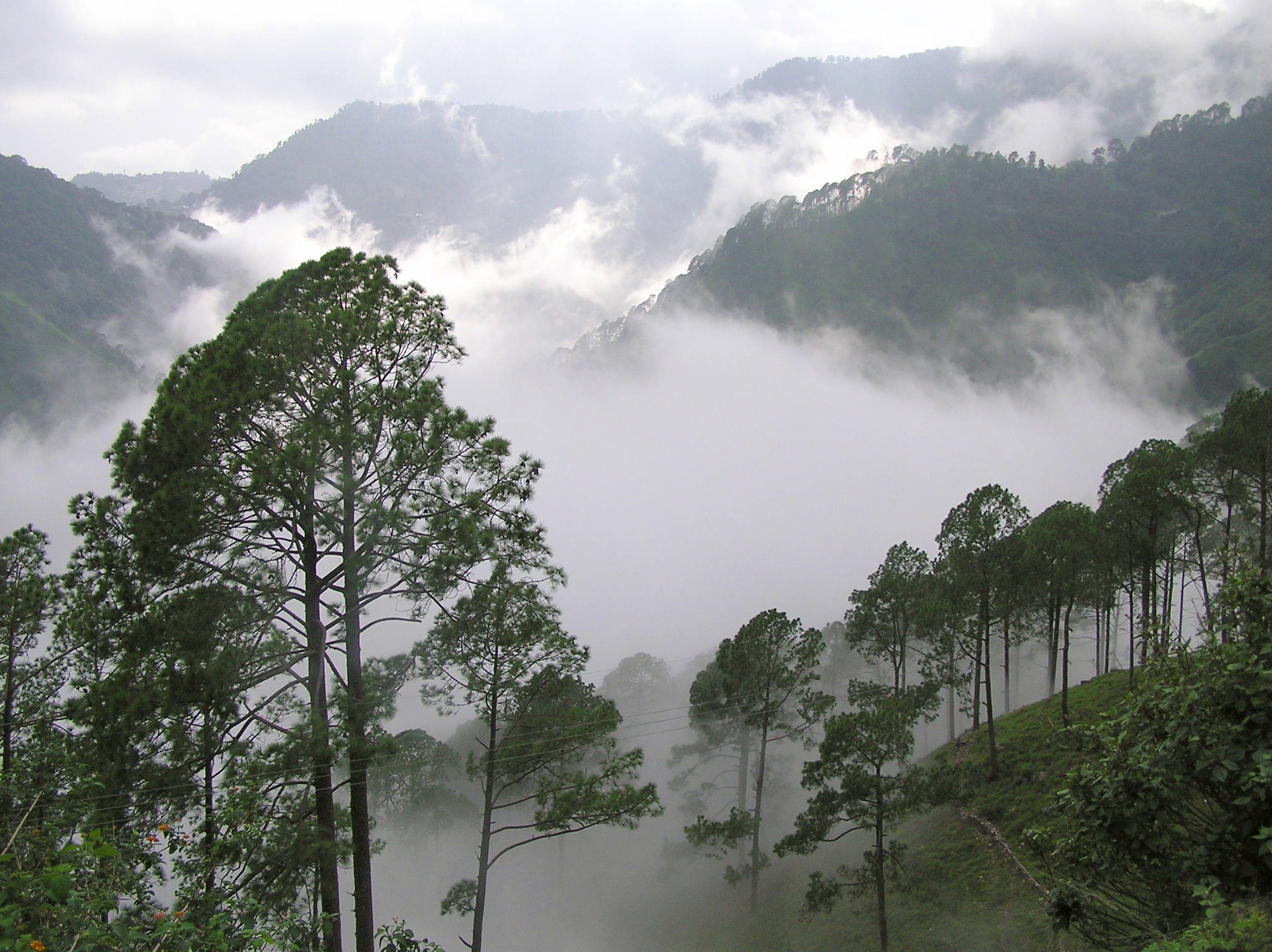
Pinus roxburghii in Nainital, Indien

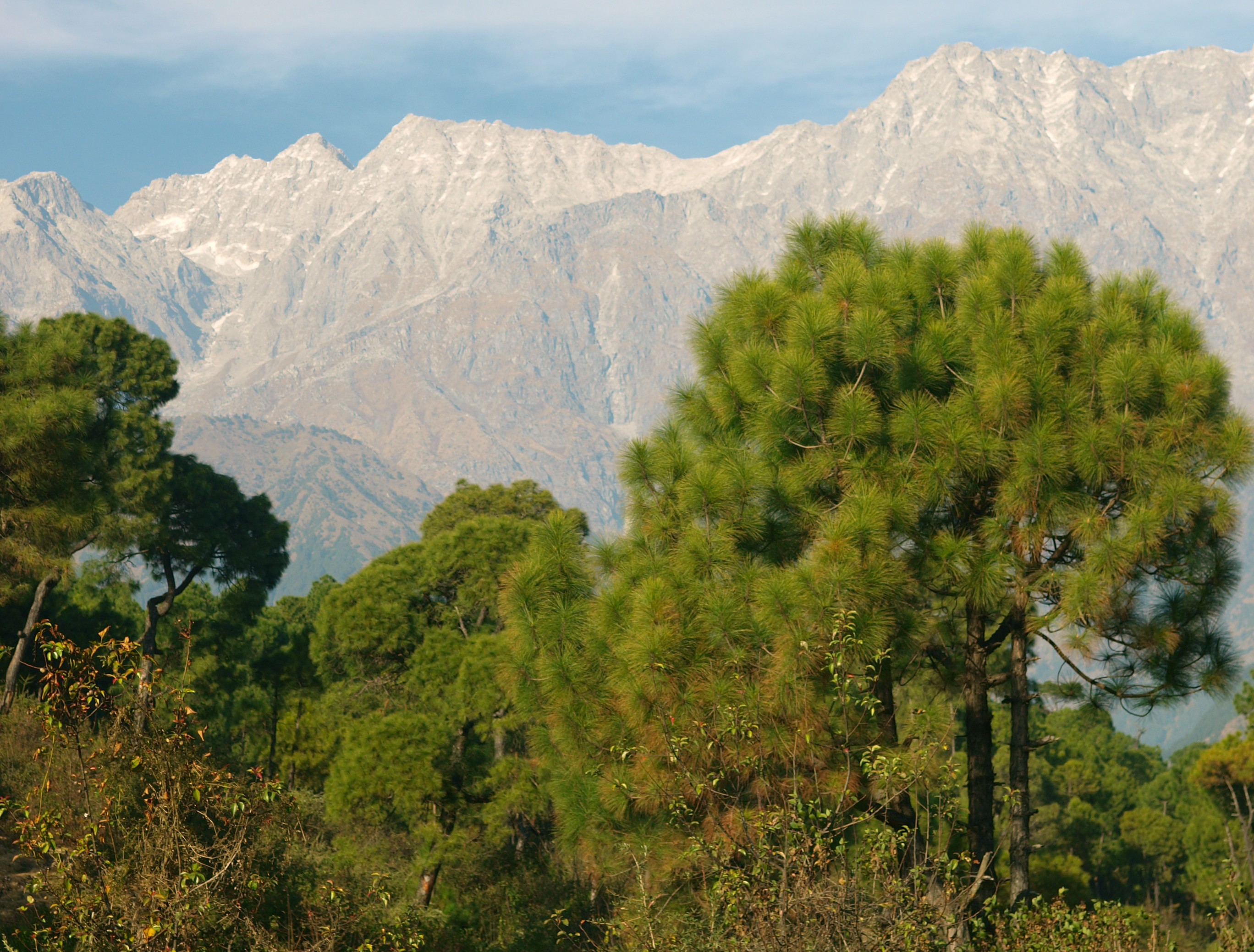
Pinus roxburghii in Nordwestindien

Das natürliche Verbreitungsgebiet von Pinus roxburghii reicht von Afghanistan und Pakistan, über Tibet, Sikkim, Bhutan und Nepal bis nach Myanmar und in die indischen Bundesstaaten Arunachal Pradesh, Himachal Pradesh, Jammu and Kashmir und Uttar Pradesh.
Pinus roxburghii wächst in Höhenlagen von 400 bis 2300 Metern, vereinzelte Exemplare findet man sogar bis in Höhenlagen von 2500 Metern. Pinus roxburghii ist besonders in den in Nord-Süd-Richtung verlaufenden äußeren Tälern des Himalayas und seiner Vorgebirge häufig und weit verbreitet und bildet vor allem auf trockenen, feuergefährdeten Hängen Reinbestände. Ausgewachsene Baumexemplare sind vergleichsweise feuerresistent, und durch Feuer zerstörte Gebiete werden sehr rasch wieder besiedelt (Pionierbaumart). Während längerer Trockenperioden verliert sie beinahe alle Nadeln. Als Untergrund dienen sowohl tiefgründige Böden als auch blanke Felsen. Das Verbreitungsgebiet liegt im Monsun-Gürtel mit ausgiebigen Sommerregen. In höheren Lagen wächst Pinus roxburghii zusammen mit der Himalaya-Zeder (Cedrus deodara) und der Tränen-Kiefer (Pinus wallichiana), zur Waldgrenze hin zusammen mit Vertretern der Tannen (Abies). In tieferen Lagen dominieren Laubbäume wie die Eiche Quercus incana, Schima wallichii und Rhododendron arboreum. In den tiefsten Lagen ihres Verbreitungsgebiets beschränkt sich ihr Vorkommen auf felsige, nach Norden oder Osten gerichtete Hänge. Das Verbreitungsgebiet wird der Winterhärtezone 9 zugeordnet mit mittleren jährlichen Minimaltemperaturen von −6,6 bis −1,2 Grad Celsius (20 bis 30 Grad Fahrenheit).
In der Roten Liste der IUCN wird Pinus roxburghii als „Lower Risk/least concern“ = „nicht gefährdet“ eingestuft. Es wird jedoch darauf hingewiesen, dass eine Neubeurteilung ausständig ist.

## Systematik
Die Erstbeschreibung von Pinus roxburghii erfolgte 1897 durch Charles Sprague Sargent in The Silva of North America, Band XI, S. 9. Das Artepitheton roxburghii ehrt den schottischen Botaniker William Roxburgh (1751–1815), der für die Britische Ostindien-Kompanie arbeitete und Leiter des Botanischen Garten von Kalkutta war. Ein Synonym für Pinus roxburghii Sarg. ist Pinus longifolia Roxb. ex Lamb.
Die Art Pinus roxburghii gehört zur Untersektion Pinaster der Sektion Pinus in der sie der Untergattung Pinus innerhalb der Gattung der Pinus. 

## Verwendung

### Harz
Pinus roxburghii wird im gesamten Himalaya-Gebiet aber besonders im Nordwesten von Indien zur Harzgewinnung verwendet. Die Harzgewinnung geht bereits auf die Briten zurück, die aus dem Harz Terpentin und andere Produkte erzeugten, die für die Instandhaltung ihrer Schiffe gebraucht wurden. Zur Aufrechterhaltung der Erträge wurde 1888 das Indian Forest Department geschaffen. Auch nach der Entkolonialisierung blieb die Art in Indien die Hauptquelle für Terpentin, aber die Produktion fiel durch schlechte Verwaltung der Wälder und zerstörerischem Harzen der Bäume deutlich. Die Situation hat sich inzwischen verbessert, das Harz von Pinus roxburghii wird heute (Stand 2010) jedoch meist zu Campher weiterverarbeitet oder für medizinische Zwecke eingesetzt.

### Holz
Das Holz wird mit Schutzmittel behandelt häufig zur Herstellung von Bahnschwellen verwendet, dient als Bauholz und wird für die Tischlerei und Schreinerei eingesetzt. Außerdem wird es zu Zellstoff für die Papierindustrie weiterverarbeitet.

### Weitere Verwendungsmöglichkeiten
Die Rinde enthält 10 bis 14 Prozent an Tanninen, die zum Gerben von Leder und zum Orange-Färben von Holz verwendet werden. Die Samen sind essbar, jedoch nicht schmackhaft. Die Nadeln werde als Streu verwendet oder mit dem Dung vermischt als Dünger eingesetzt. Außerhalb von Indien und Pakistan wird die Art selten kultiviert, wurde jedoch in Südafrika als Forstbaum eingeführt. Manchmal wird sie auch als Zierbaum, besonders im Mittelmeergebiet verwendet. Obwohl sie in ihrem natürlichen Verbreitungsgebiet keinem Frost ausgesetzt wird, ist sie in geringem Maße frostbeständig.